# Silia Kapsis
Silia Kapsis (Grieks: Σίλια Καψή; Sydney, 5 december 2006) is een Australische zangeres van Cypriotisch-Griekse afkomst.

## Biografie
Kapsis werd geboren in de Australische stad Sydney. Haar ouders hebben respectievelijk een Cypriotische en Griekse achtergrond.
In 2022 bracht ze haar eerste single uit. Sedert 2023 duikt ze ook regelmatig op in programma's van Nickelodeon Australië.
In september 2023 werd ze door de Cypriotische openbare omroep intern geselecteerd om Cyprus met het nummer Liar te vertegenwoordigen op het Eurovisiesongfestival 2024 in het Zweedse Malmö. Daar trad ze aan in de eerste halve finale, waarin ze zesde werd. Zo plaatste ze zich voor de finale. Kapsis eindigde daarin op de vijftiende plek.
1981: Island · 
1982: Anna Vissi · 
1983: Stavros & Konstandina · 
1984: Andy Paul · 
1985: Lia Vissi · 
1986: Elpida · 
1987: Alexia · 
1989: Fani Polymeri & Yiannis Savvidakis · 
1990: Haris Anastasiou · 
1991: Elena Patroklou · 
1992: Evridiki · 
1993: Zimboulakis & Van Beke · 
1994: Evridiki · 
1995: Alexandros Panayi · 
1996: Constantinos Christoforou · 
1997: Hara & Andreas Konstantinou · 
1998: Michalis Hatzigiannis · 
1999: Marlain · 
2000: Voice · 
2002: One · 
2003: Stelios Konstantas · 
2004: Lisa Andreas · 
2005: Constantinos Christoforou · 
2006: Annet Artani · 
2007: Evridiki · 
2008: Evdokia Kadi · 
2009: Christina Metaxa · 
2010: Jon Lilygreen & The Islanders · 
2011: Christos Mylordos · 
2012: Ivi Adamou · 
2013: Despina Olympiou · 
2015: Giannis Karagiannis · 
2016: Minus One · 
2017: Hovig · 
2018: Eleni Foureira · 
2019: Tamta · 
2021: Elena Tsagrinou · 
2022: Andromache · 
2023: Andrew Lambrou · 
2024: Silia Kapsis · 
2025: Theo Evan